# Mordellistena meuseli
Mordellistena meuseli es una especie de coleóptero de la familia Mordellidae.

## Distribución geográfica
Habita en la Europa Central.